# Luigi Günther di Schwarzburg-Rudolstadt
Ludwig Günther di Schwarzburg-Rudolstadt (Rudolstadt, 27 giugno 1581 – Rudolstadt, 4 novembre 1646) è stato Conte di Schwarzburg-Rudolstad, un grande viaggiatore ed un riformatore di rilievo nella Germania del XVII secolo.

## Biografia
Ludwig Günther era figlio del Conte Alberto VII di Schwarzburg-Rudolstadt (1536/37 -1605) e di sua moglie, Giuliana di Nassau-Dillenburg (1545/46 1588). Carlo Günther di Schwarzburg-Rudolstadt ed Alberto Günther di Schwarzburg-Rudolstadt furono suoi fratelli.
Dal 1598 al 1600 egli studiò a Jena, da dove due anni dopo optò per l'accademia di Strasburgo. Da qui, iniziò il completamento dei proprie studi compiendo un tour per l'Europa che lo impegnò dal 1602 al 1604.
Alla morte del padre, Luigi Günther nel 1605 lasciò al fratello minore Carlo Günther l'esclusivo governo in sua assenza.
Nel 1606 egli fu in Francia, tra il 1607 ed il 1608 attraversò la Spagna ed il Portogallo, viaggio di cui annotò molto nel suo diario. Nel 1609 esplorò l'Inghilterra e la Scozia e nell'inverno del 1609/10 ritornò a Rudolstadt. Il 10 novembre 1610 Luigi Günther ricevette l'opportunità di ereditare una residenza in Franconia. Nel 1624 si stabilì a Stadtilm.
Sua cognata Anna Sofia di Schwarzburg-Rudolstadt entrò a far parte della Società dei Carpofori il 5 settembre 1619 assieme ad altre principesse e contesse e grazie a lei, anche Luigi Günther ne entrò a far parte col numero 29.
Alla morte dei suoi due fratelli (rispettivamente nel 1630 e nel 1634), egli governò da solo a Rudolstadt. Il 4 novembre 1638 sposò a Rudolstadt Emilia di Oldenburg.
Il Conte Luigi Günther compì numerose riforme nell'educazione pubblica e fece donazioni (cosa inusuale per l'epoca) anche molte donazioni alla chiesa. Per testamento, lasciò la propria biblioteca privata alla libreria ecclesiastica di Rudolstadt che andò incrementandosi nel corso dei secoli.
Il 4 novembre 1646 Luigi Günther di Schwarzenburg-Rudolstadt morì all'età di 65 anni a Rudolstadt.

## Discendenza
Dal proprio matrimonio con Emilia di Delmenhorst, Luigi Günther ebbe i seguenti eredi:
- Sofia Giuliana (1639-1672)
- Ludmilla Elisabetta (1640-1672)
- Alberto Antonio (1641-1710), Principe di Schwarzburg-Rudolstadt
- Cristiana Maddalena (1642-1672)
- Maria Susanna (1646-1688)

## Ascendenza
|                                         |                                  |                                           | Genitori                               |  |  | Nonni                     |  |  | Bisnonni                               |  |
|                                         |                                  |                                           |                                        |  |  | Günther XL di Schwarzburg |  |  | Enrico XXXI di Schwarzburg-Blankenburg |  |
|                                         |                                  |                                           |                                        |  |  | Günther XL di Schwarzburg |  |  | Enrico XXXI di Schwarzburg-Blankenburg |  |
|                                         |                                  | Maddalena di Hohenstein                   |                                        |  |  | Günther XL di Schwarzburg |  |  |                                        |  |
| Alberto VII di Schwarzburg-Rudolstadt   |                                  |                                           |                                        |  |  | Günther XL di Schwarzburg |  |  |                                        |  |
|                                         |                                  | Elisabetta di Isenburg-Büdingen-Ronneburg | Filippo di Isenburg-Büdingen-Ronneburg |  |  |                           |  |  |                                        |  |
|                                         |                                  | Elisabetta di Isenburg-Büdingen-Ronneburg | Filippo di Isenburg-Büdingen-Ronneburg |  |  |                           |  |  |                                        |  |
|                                         |                                  | Elisabetta di Isenburg-Büdingen-Ronneburg | Amalia di Rieneck                      |  |  |                           |  |  |                                        |  |
| Luigi Günther di Schwarzburg-Rudolstadt |                                  | Elisabetta di Isenburg-Büdingen-Ronneburg |                                        |  |  |                           |  |  |                                        |  |
|                                         | Guglielmo I di Nassau-Dillenburg | Giovanni V di Nassau-Dillenburg           |                                        |  |  |                           |  |  |                                        |  |
|                                         | Guglielmo I di Nassau-Dillenburg | Giovanni V di Nassau-Dillenburg           |                                        |  |  |                           |  |  |                                        |  |
|                                         | Guglielmo I di Nassau-Dillenburg | Elisabetta d'Assia-Marburg                |                                        |  |  |                           |  |  |                                        |  |
| Giuliana di Nassau-Dillenburg           | Guglielmo I di Nassau-Dillenburg |                                           |                                        |  |  |                           |  |  |                                        |  |
|                                         |                                  | Giuliana di Stolberg                      | Botho VIII di Stolberg-Wernigerode     |  |  |                           |  |  |                                        |  |
|                                         |                                  | Giuliana di Stolberg                      | Botho VIII di Stolberg-Wernigerode     |  |  |                           |  |  |                                        |  |
|                                         |                                  | Giuliana di Stolberg                      | Anna di Eppstein-Königstein            |  |  |                           |  |  |                                        |  |
|                                         |                                  | Giuliana di Stolberg                      |                                        |  |  |                           |  |  |                                        |  |